# James Daly (homme politique)
Pour les articles homonymes, voir James Daly.
James Barry Daly est un homme politique du Parti conservateur britannique qui est député de Bury North depuis les élections générales de 2019.

## Biographie
Daly pratique le droit pénal en tant qu'avocat, basé dans le Grand Manchester pendant 16 ans avant de devenir député.
Il est auparavant le chef du Conseil du groupe conservateur sur Bury et depuis 2012, il est conseiller pour le quartier North Manor à Bury North. Daly se présente à Bolton North East voisin aux élections générales de 2015 et 2017, en deuxième position avec respectivement 32,8% et 42,2% des voix. Aux élections générales de 2019, il se présente dans la circonscription de Bury North, où il remporte le siège sur le travailliste James Frith avec une majorité de 0,2%, soit un swing de 4,7%. Avec une majorité de 105 voix, c'est le siège le plus marginal d'Angleterre.